# لاري روبنسون (كرة سلة)
لاري روبنسون (بالإنجليزية: Larry Robinson)‏ مواليد 11 يناير 1968 في بوسير سيتي، هو لاعب كرة سلة محترف أمريكي معتزل بدأ مسيرته الاحترافية في سنة 1990. يبلغ طوله 6 قدم 3 بوصة (1.9 م). اعتزل اللعب في 2004. فاز بلقب الرابطة الوطنية لكرة السلة مع هيوستن روكتس في موسم 1993–94.

## فرق لعب لها
- واشنطن ويزاردز
- غولدن ستايت ووريورز
- بوسطن سيلتكس

## روابط خارجية
- لاري روبنسون على موقع إن بي أي (الإنجليزية)
- لاري روبنسون على موقع سبورتس رفرنس (الإنجليزية)
- لاري روبنسون على موقع الدوري الإسباني لكرة السلة (الإسبانية)
- لاري روبنسون على موقع كرة السلة الأوروبية.كوم (الإنجليزية)
- لاري روبنسون على موقع كلية كرة السلة في سبورتس رفرنس.كوم (الإنجليزية)
- لاري روبنسون على موقع ريلجم (الإنجليزية)
- لاري روبنسون على موقع بروبوليرز (الإنجليزية)